# Hyundai i30 (PD)
| Sterne im Euro NCAP-Crashtest (2017) | 5 Sterne im Euro-NCAP-Crashtest |

Der Hyundai i30 (PD) ist die dritte Generation des Pkw-Modells Hyundai i30 des koreanischen Automobilherstellers Hyundai Motor Company, die im Herbst 2016 der Öffentlichkeit präsentiert wurde und seit Januar 2017 verkauft wird. Die im Frühjahr 2018 präsentierte dritte Generation des Kia Ceed hat die gleiche Plattform. Auf einigen Märkten wurde das Fahrzeug auch als Hyundai Elantra GT verkauft.

## Geschichte
Die fünftürige Schrägheckversion wurde auf dem Pariser Autosalon im September 2016 vorgestellt und steht seit dem 28. Januar 2017 zu Preisen ab 17.450 Euro bei den deutschen Händlern. Das Modell löst damit den seit Oktober 2011 gebauten Vorgänger i30 (GD) ab.
Die Kombiversion des i30 wurde auf dem 87. Genfer Auto-Salon im März 2017 präsentiert und kam im Juli 2017 zu den Händlern. Der Aufpreis gegenüber dem Schrägheck beträgt 1.000 Euro.
Erstmals ist der i30 auch als Limousine mit Fließheck erhältlich. Diese 4,45 Meter lange Variante wurde am 13. Juli 2017 vorgestellt und kam im Dezember 2017 in den Handel. Antriebsseitig stehen nur die beiden T-GDI-Ottomotoren zur Verfügung.
Ebenfalls am 13. Juli 2017 präsentierte Hyundai mit dem i30 N eine Sportversion des Kompaktwagens. Diese hatte ihre Öffentlichkeitspremiere auf der IAA im September 2017 in Frankfurt am Main und kam am 4. November 2017 zu den Händlern. Angetrieben wird der i30 N von einem aufgeladenen Zweiliter-Ottomotor, der zwischen 184 kW (250 PS) und 202 kW (275 PS) leistet. Aus dem i30 N wurde eine Tourenwagenversion entwickelt. Zum Modelljahr 2020 wurde die Basisversion des i30 N mit 184 kW (250 PS) aus dem Modellangebot entfernt.
Auf dem Pariser Autosalon im Oktober 2018 präsentiert Hyundai den i30 N auch in der Fastback-Version. Ebenfalls dort wurde das Showcar i30 N Option vorgestellt, das 25 Zubehörteile hat, mit denen ein i30 N ausgerüstet werden könnte. Zum Modelljahr 2019 erfuhren die Kurzheck- sowie die Kombivariante ein geringfügiges Facelift, indem ab der Ausstattungslinie „Select“ fortan die identische Frontschürze wie bei der Limousine („Fastback“) verbaut wird. Ebenso halten alle i30 ab diesem Modelljahr die Abgasnorm Euro 6d-Temp ein. Dazu bekommen die Diesel einen SCR-Kat mit Harnstoffeinspritzung und die Benzin-Direkteinspritzer einen Ottopartikelfilter.
Im Rahmen der IAA im September 2019 präsentierte Hyundai das auf 600 Exemplare limitierte Sondermodell i30 N Project C. Neben einer Tieferlegung um 6 mm gegenüber dem Serienmodell hat es ein um 50 kg reduziertes Fahrzeuggewicht, das hauptsächlich durch  Teile aus mit Kohlenstofffasern verstärktem Kunststoff und  leichtere Räder erreicht wird. Antriebsseitig bleibt es beim 202 kW (275 PS) starken Zweiliter-Ottomotor.
Im Februar 2020 präsentierte Hyundai eine überarbeitete Version des i30. Der überarbeitete i30 N wurde im September 2020 vorgestellt.
Auf 800 Exemplare weltweit ist der i30 N Drive-N Limited Edition limitiert, der Anfang Mai 2022 vorgestellt wurde. 620 Einheiten davon waren für Europa bestimmt.
Eine weitere Modellpflege der Baureihe wurde im März 2024 vorgestellt. In den Handel kam sie im Juni 2024. Außerdem entfiel in Europa die N-Version.
Gebaut wird der i30 im tschechischen Hyundai-Werk in Nošovice.

## Karosserievarianten
|                       | fünftüriges Schrägheck                | fünftüriger Kombi                | fünftürige Limousine („Fastback“) |
| --------------------- | ------------------------------------- | -------------------------------- | --------------------------------- |
| Bauzeitraum           | seit Januar 2017                      | seit Juli 2017                   | seit Dezember 2017                |
| Länge × Breite × Höhe | 4335–4371 mm × 1795 mm × 1439–1455 mm | 4585 mm × 1795 mm × 1465–1475 mm | 4455 mm × 1795 mm × 1419–1425 mm  |
| Radstand              | 2650 mm                               | 2650 mm                          | 2650 mm                           |
| Tankinhalt            | 50 l                                  | 50 l                             | 50 l                              |

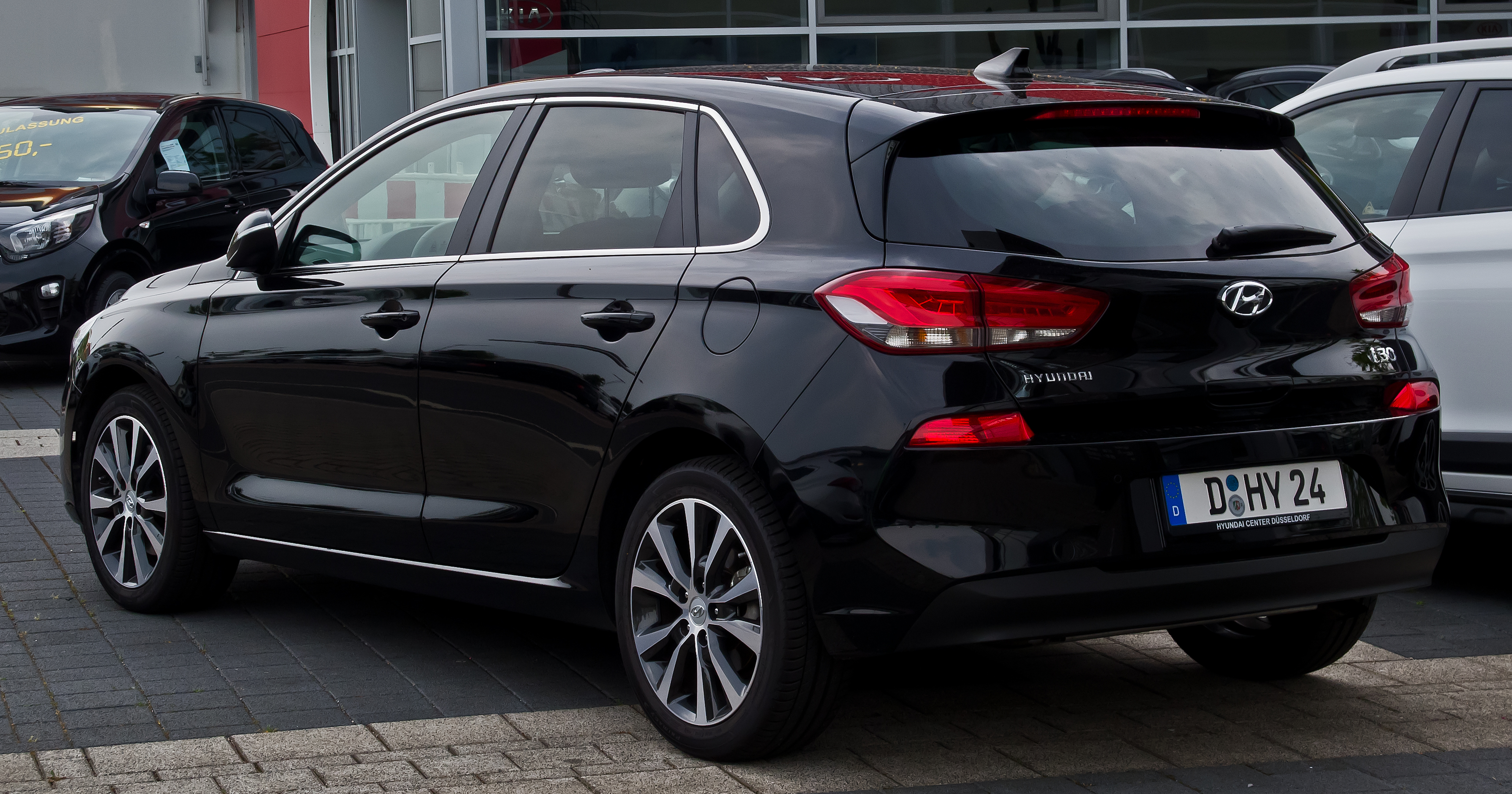
Heckansicht
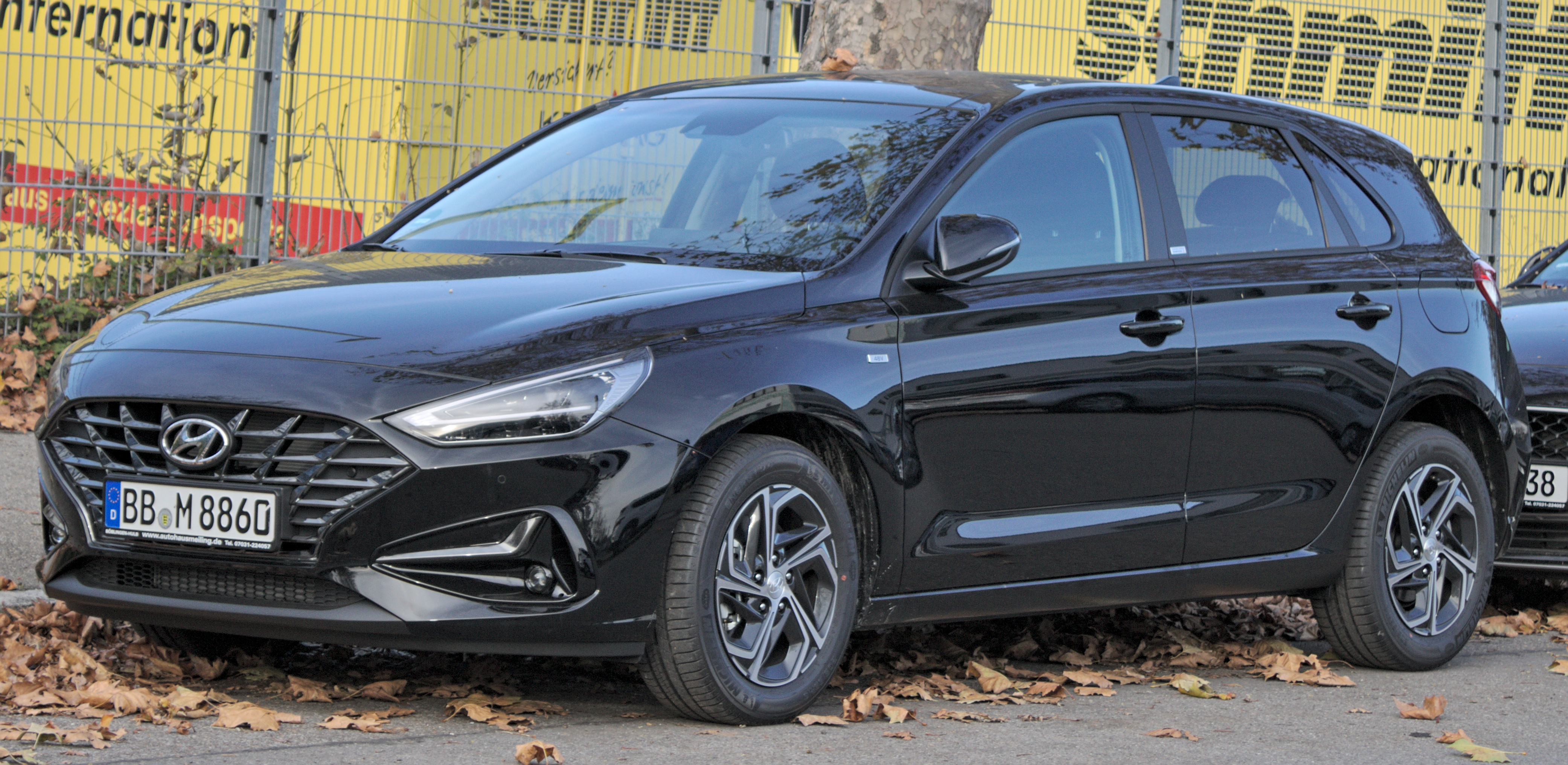
Hyundai i30 (2020–2024)
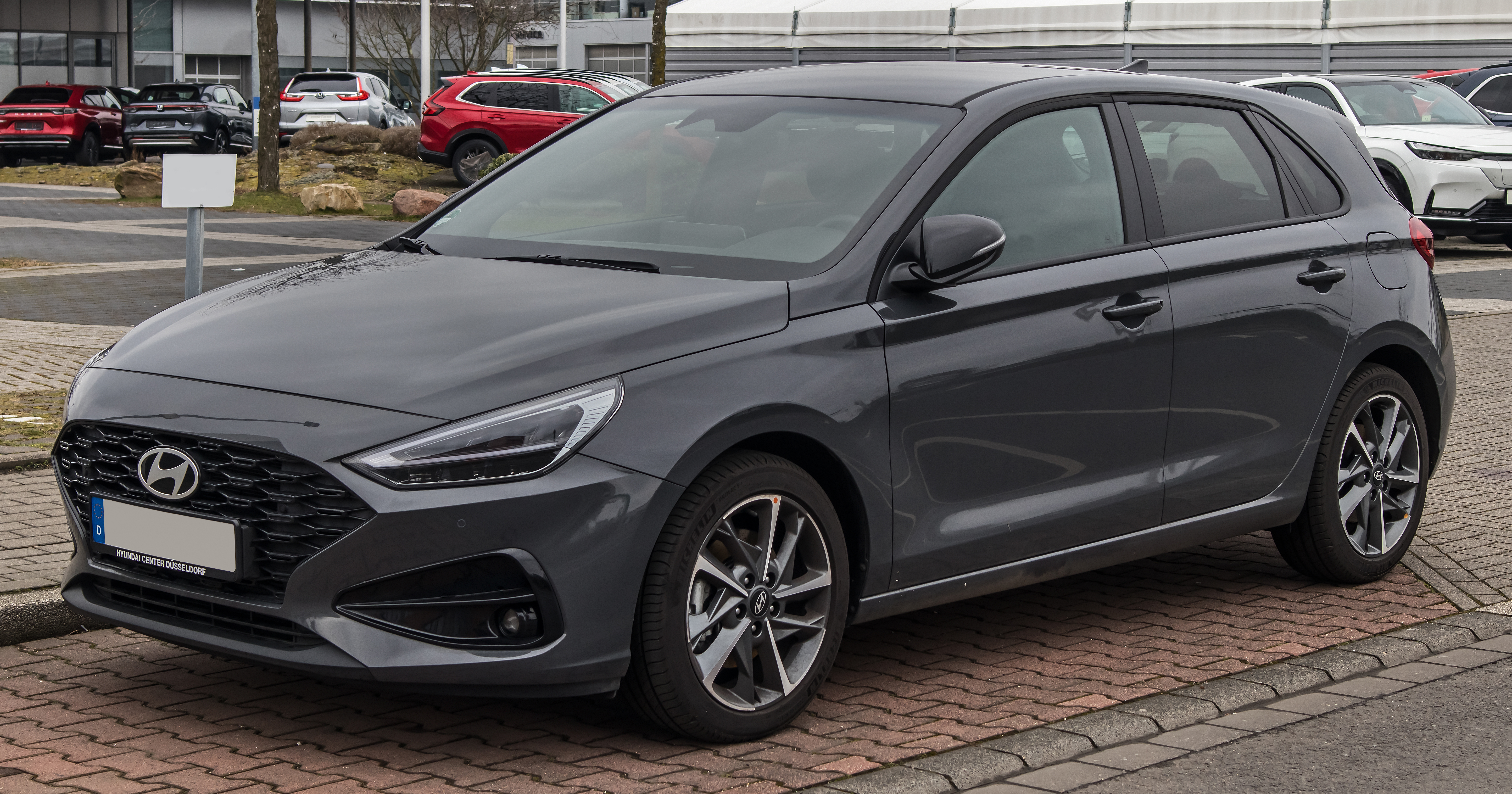
Hyundai i30 (seit 2024)
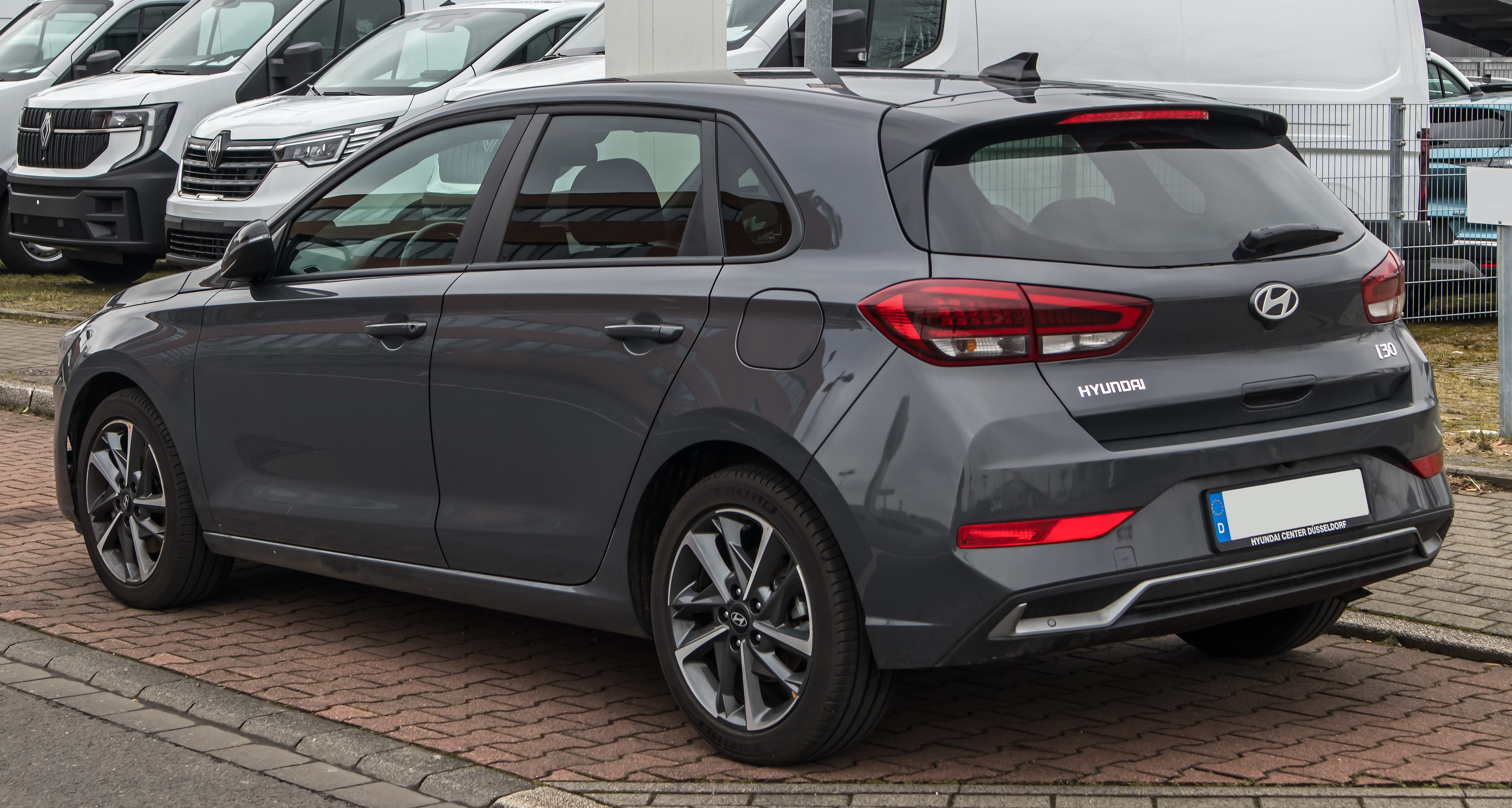
Heckansicht
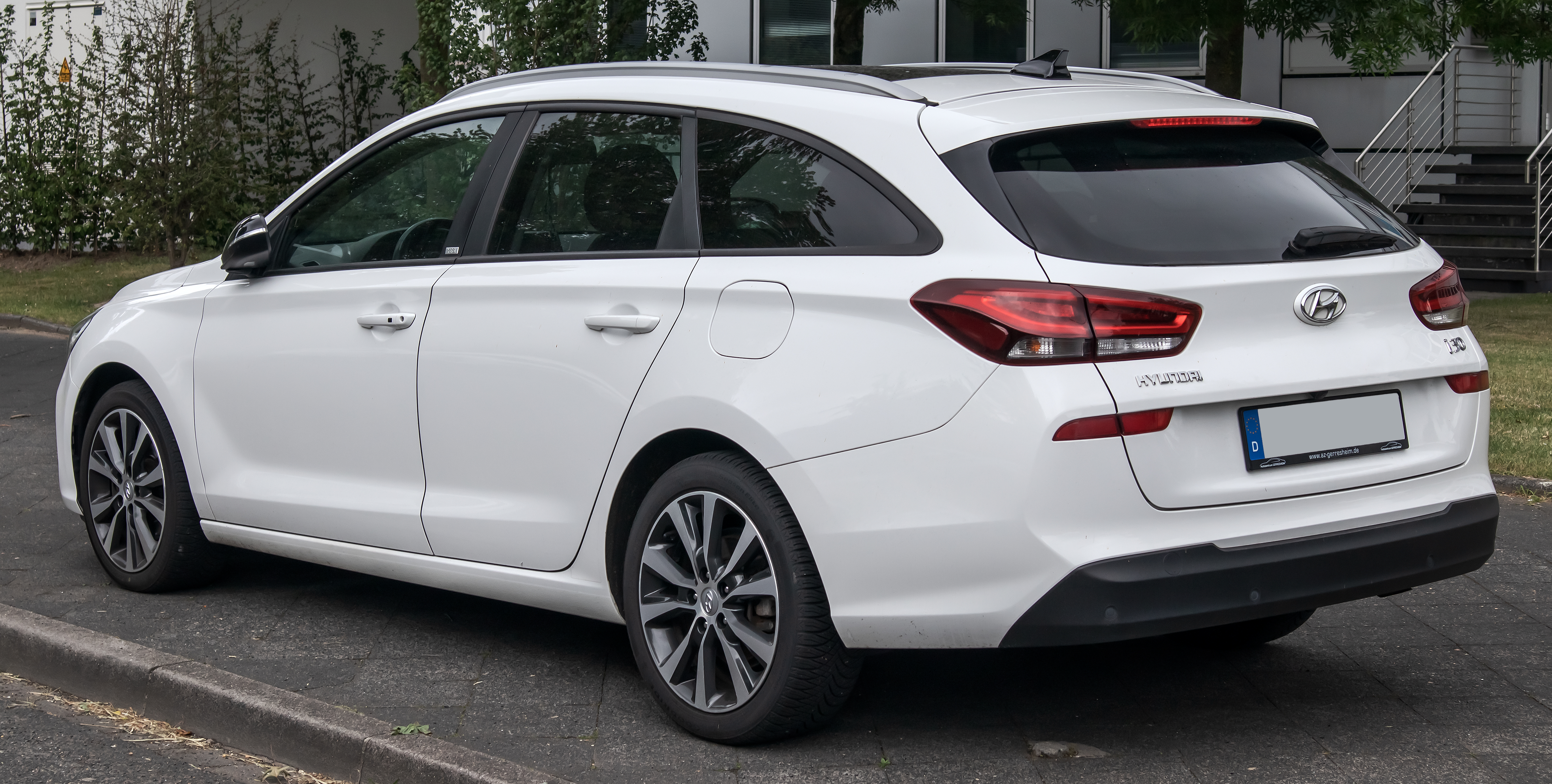
Hyundai i30 Kombi (2017–2020)
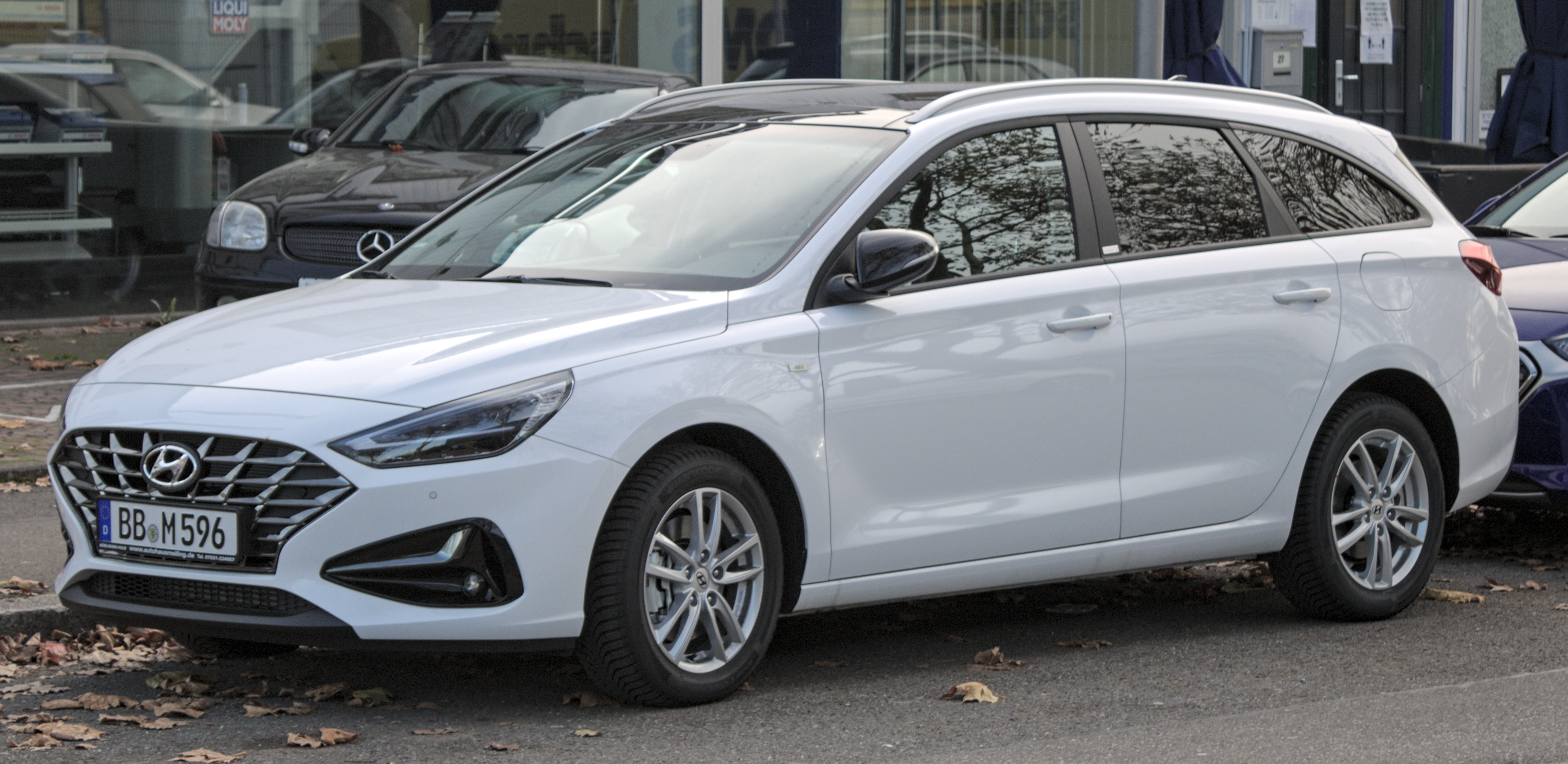
Hyundai i30 Kombi (2020–2024)
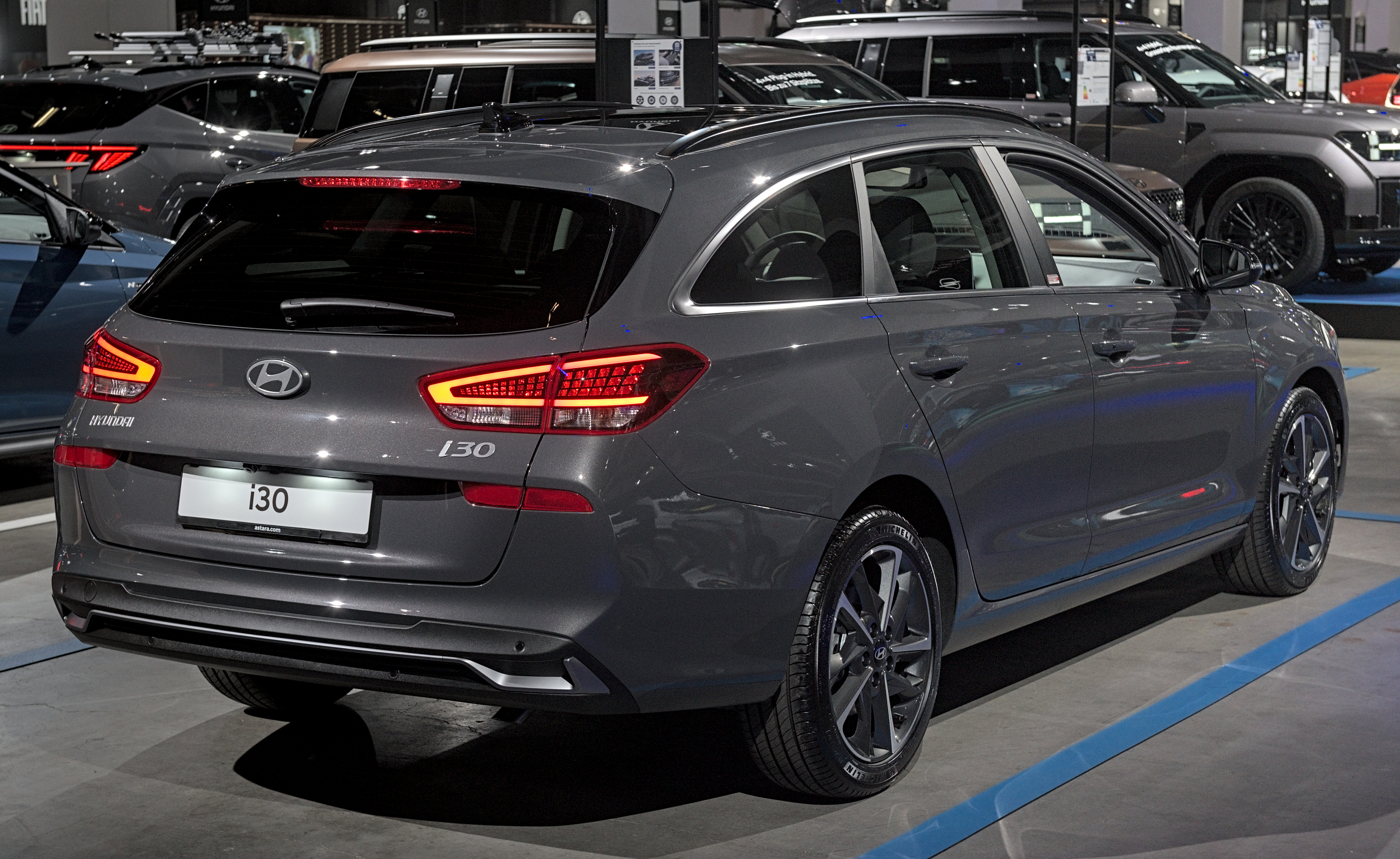
Hyundai i30 Kombi (seit 2024)
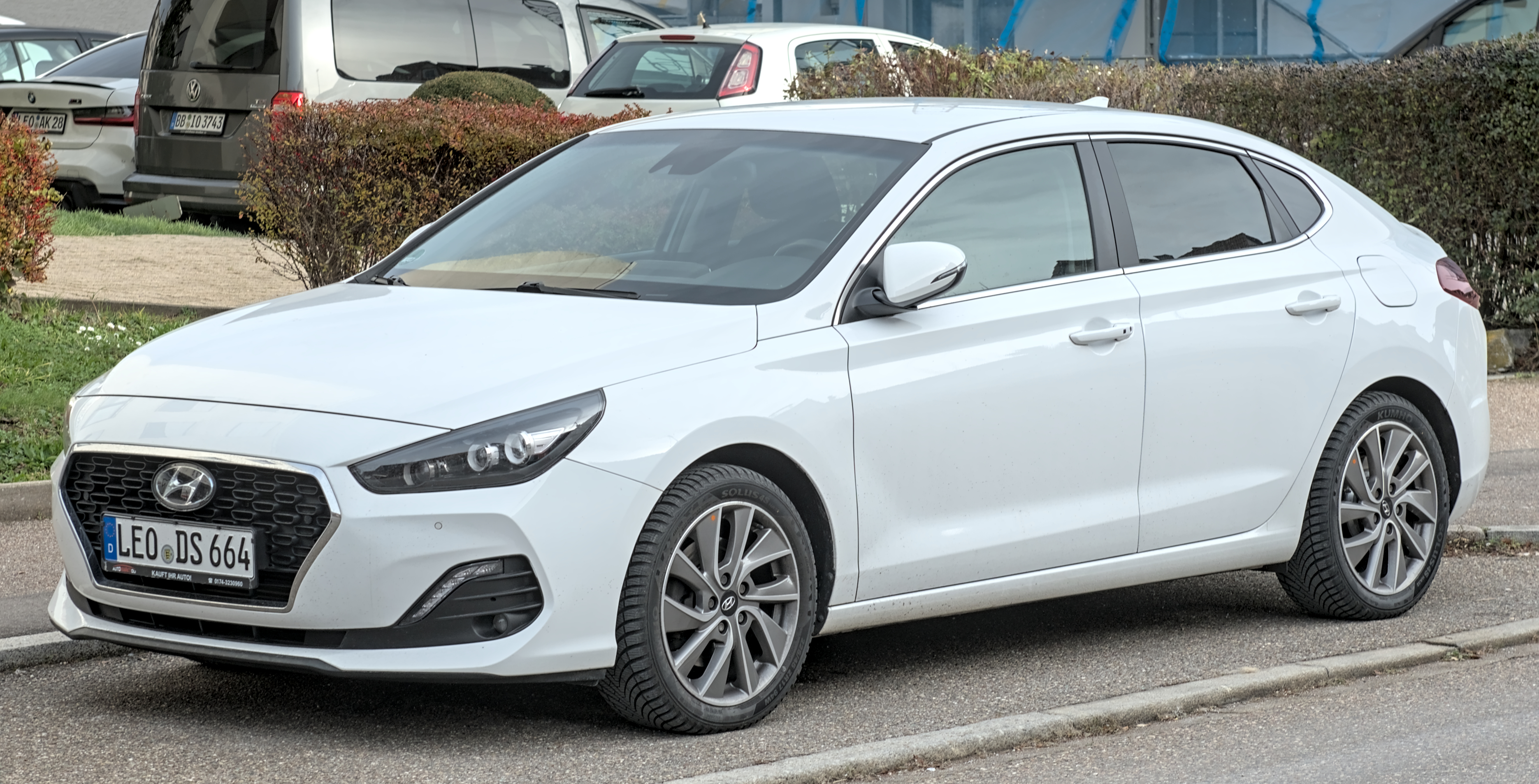
Hyundai i30 Fastback (2017–2020)
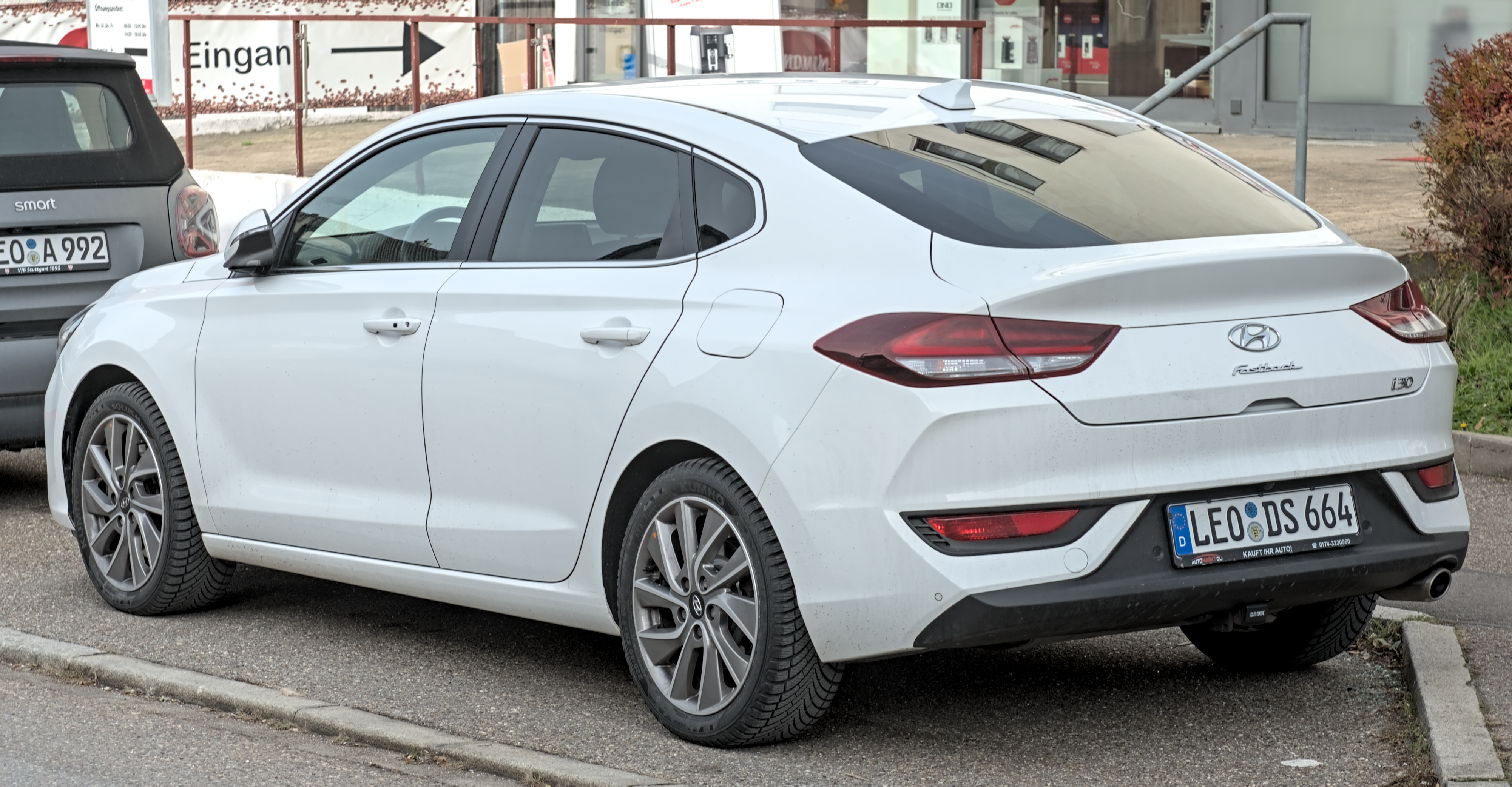
Heckansicht
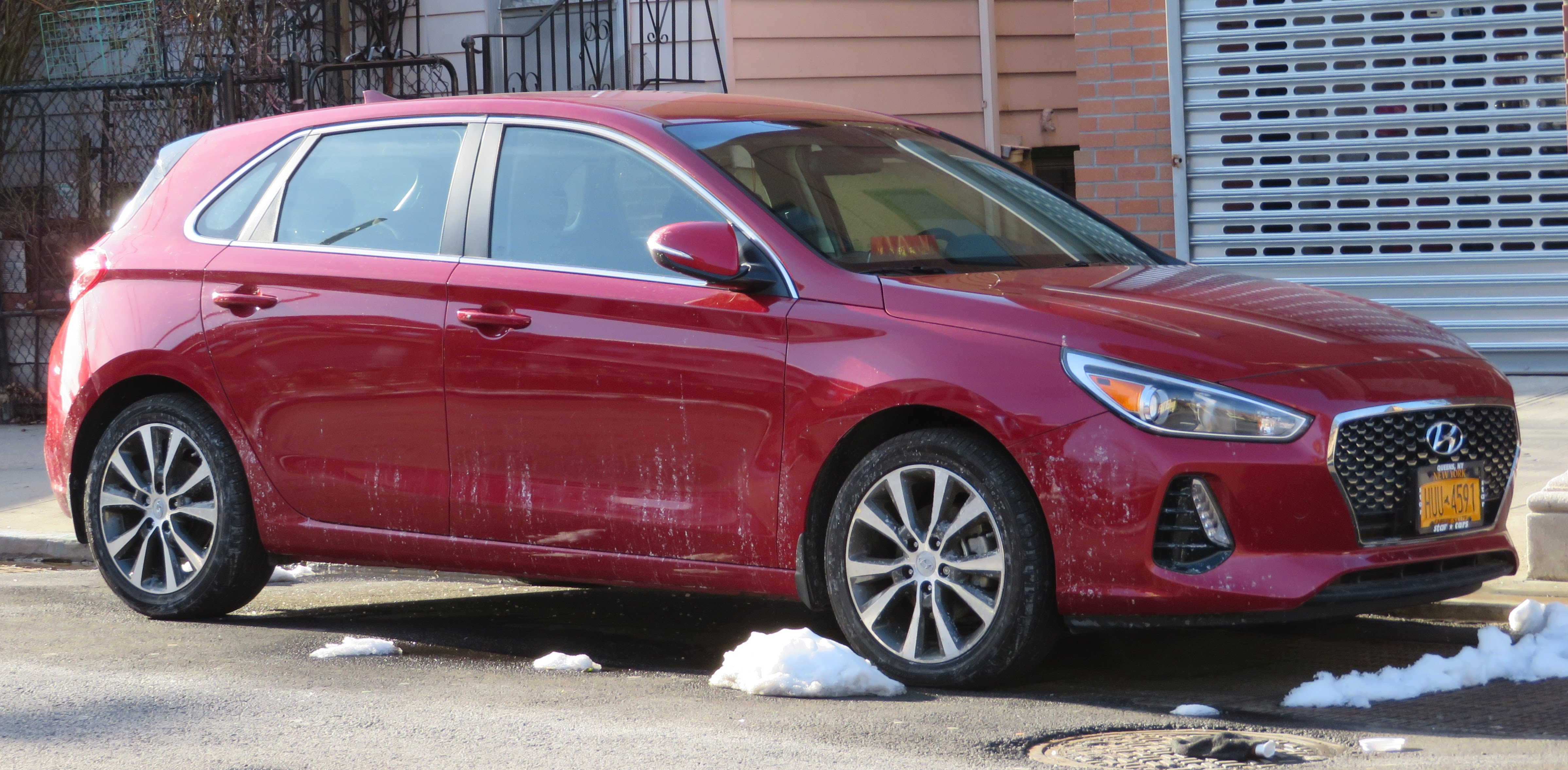
Hyundai Elantra GT (2017–2020)

### Hyundai i30 N

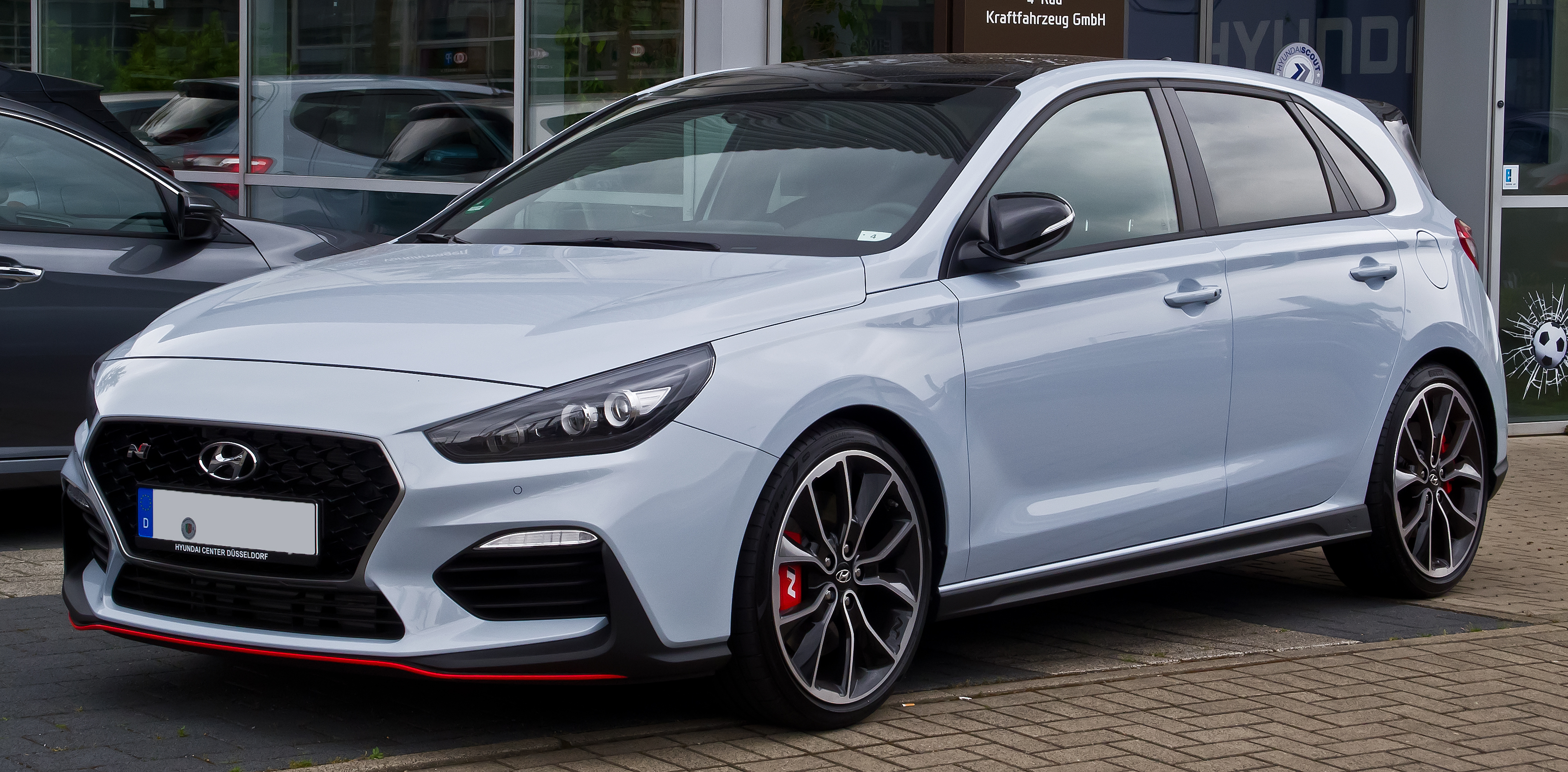
Hyundai i30 N (2017–2019) und i30 N Performance (2017–2021)
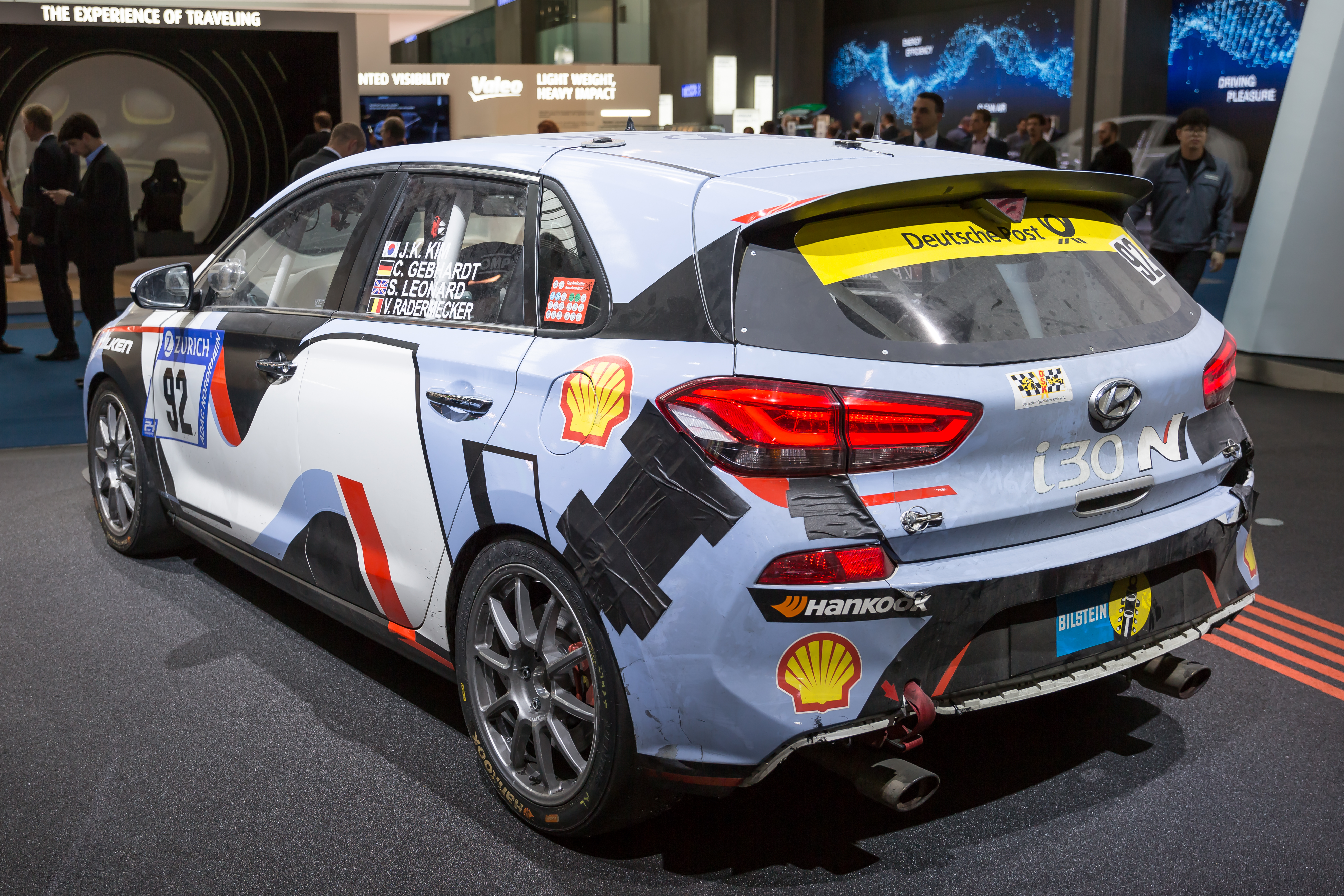
Mit diesem i30 N nahm Hyundai Motorsport am 24-Stunden-Rennen auf dem Nürburgring teil.
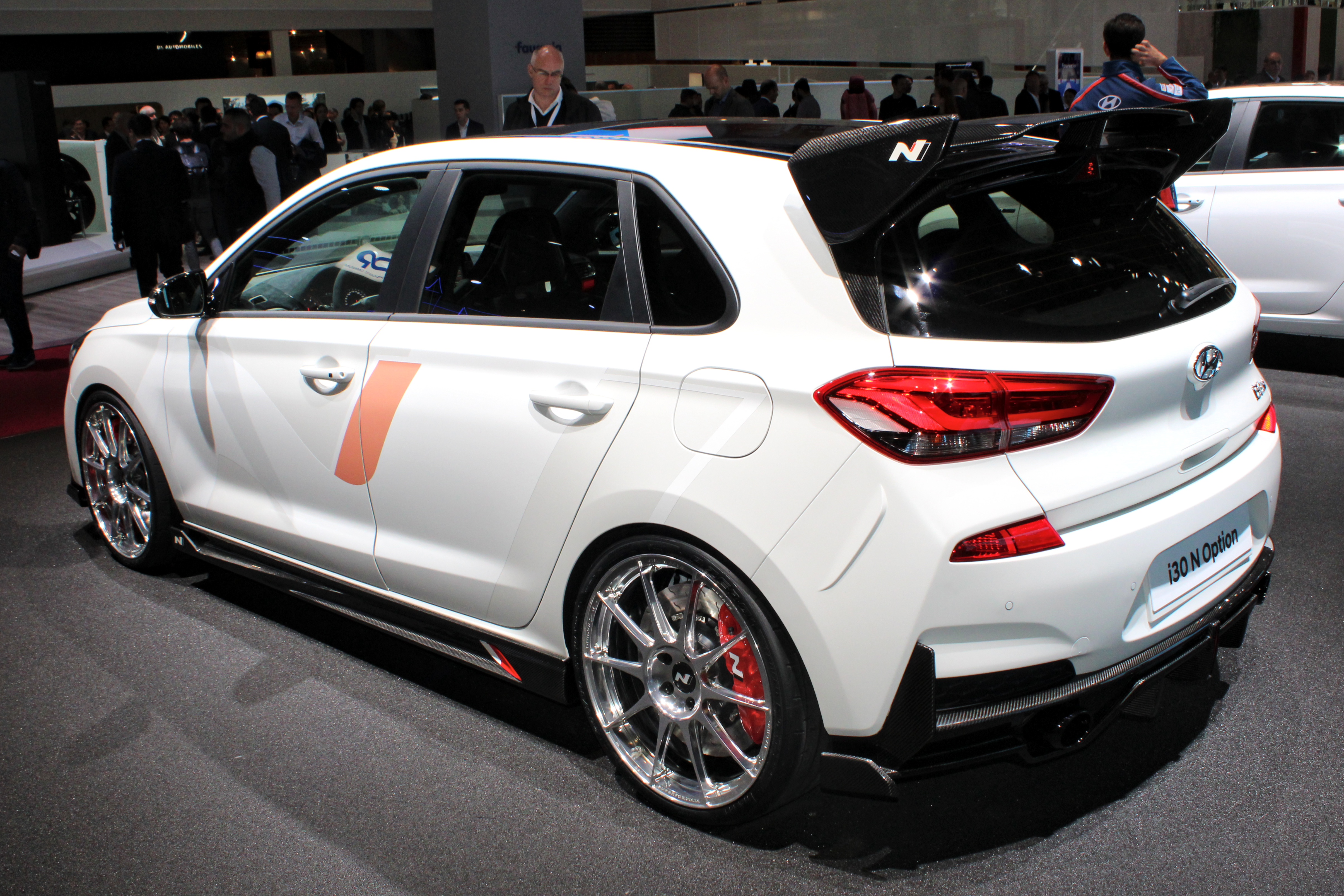
Hyundai i30 N Option auf dem Pariser Autosalon 2018
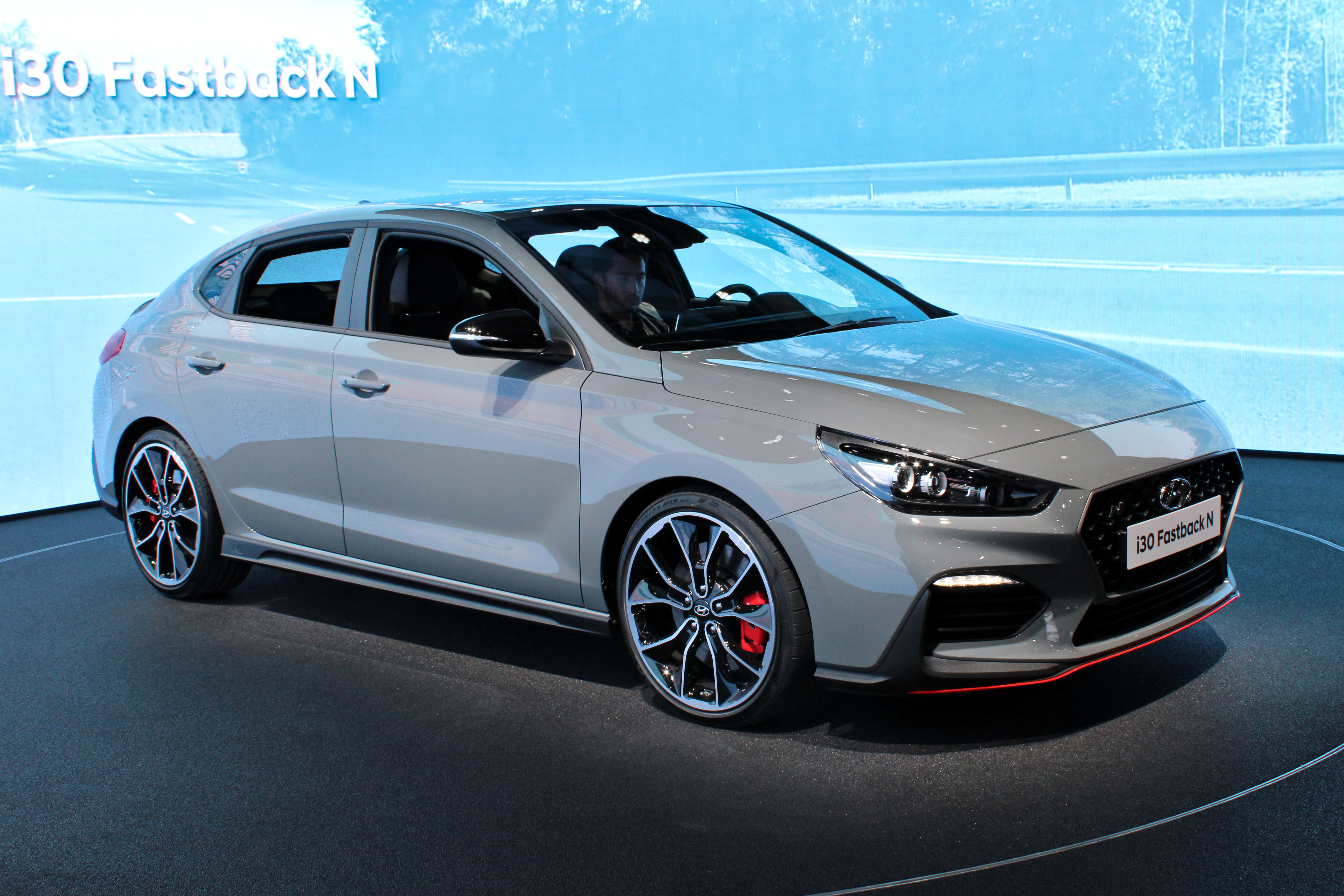
Hyundai i30 Fastback N (2018–2021)
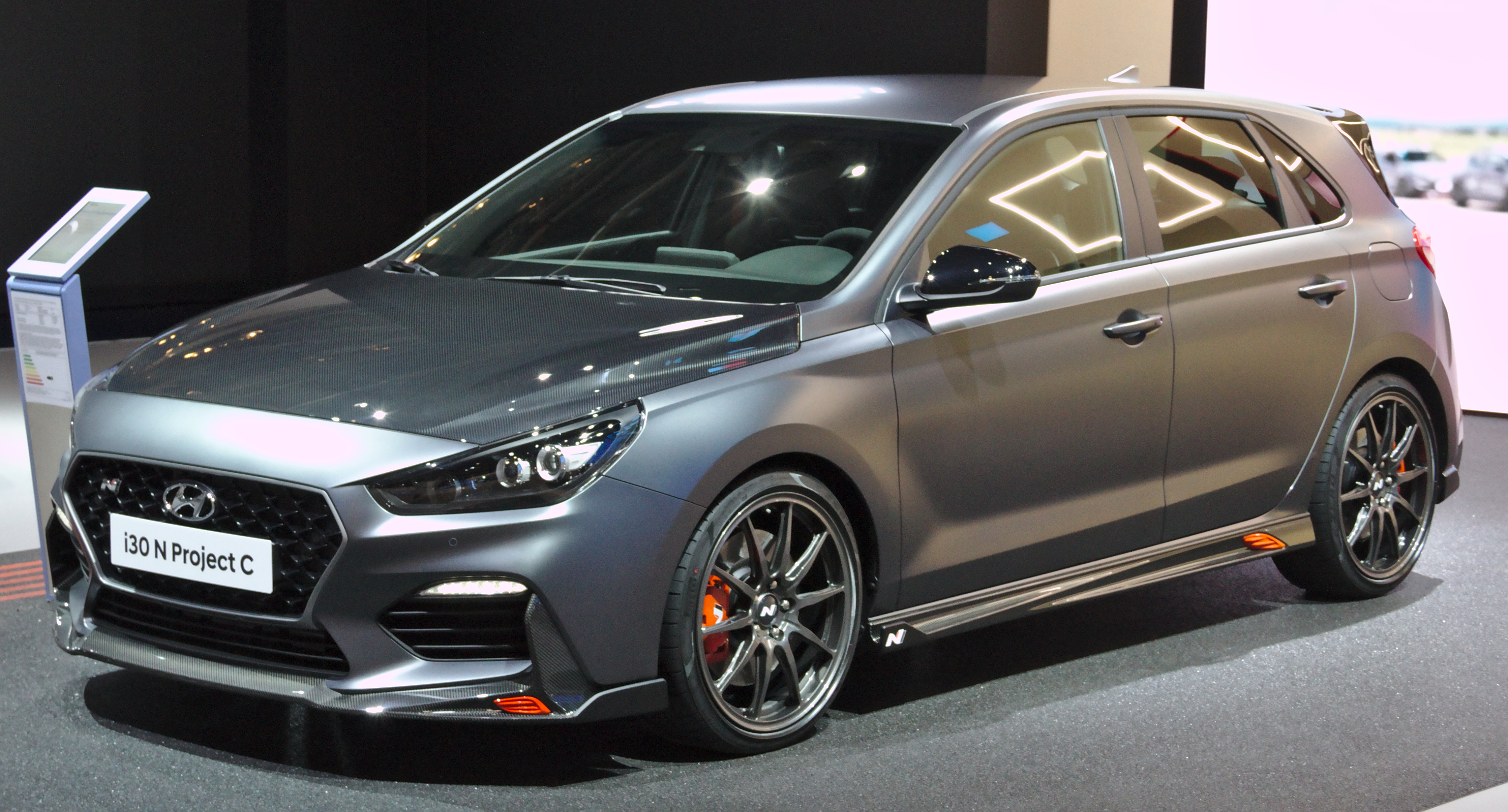
Hyundai i30 N Project C auf der IAA 2019
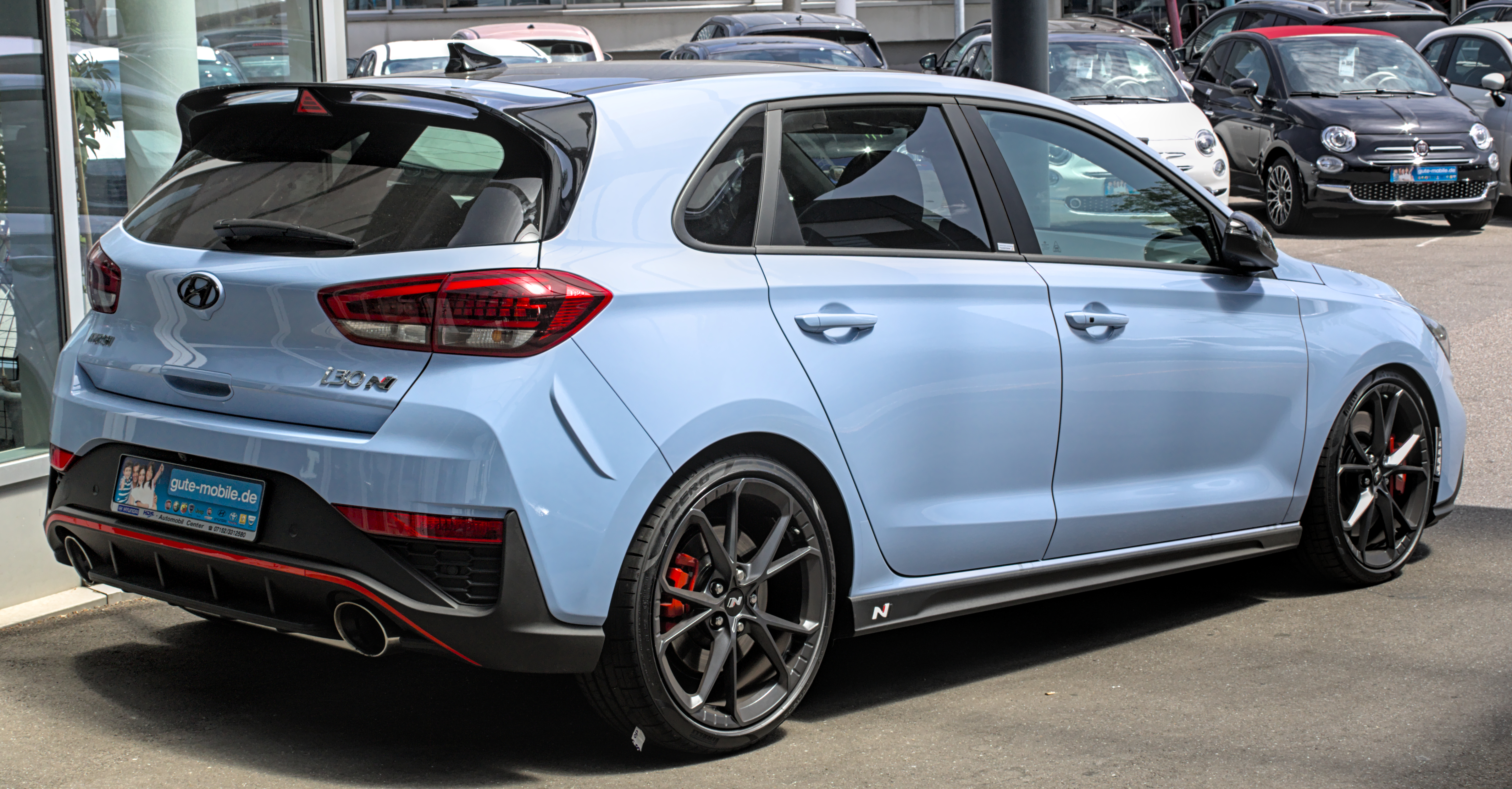
Hyundai i30 N (seit 2021) und i30 N Performance (2021–2024)
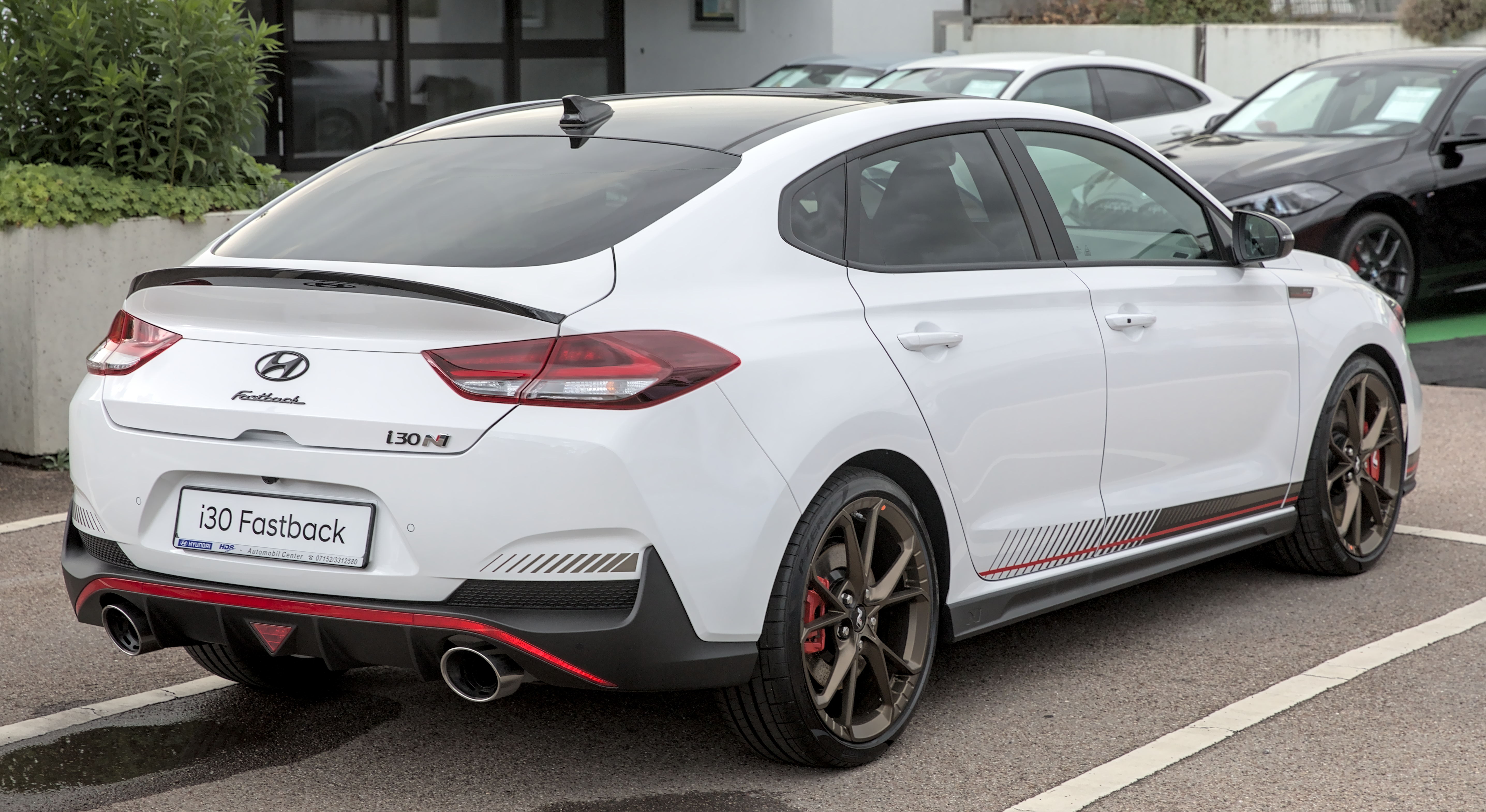
Hyundai i30 N Fastback Performance (2021–2024)
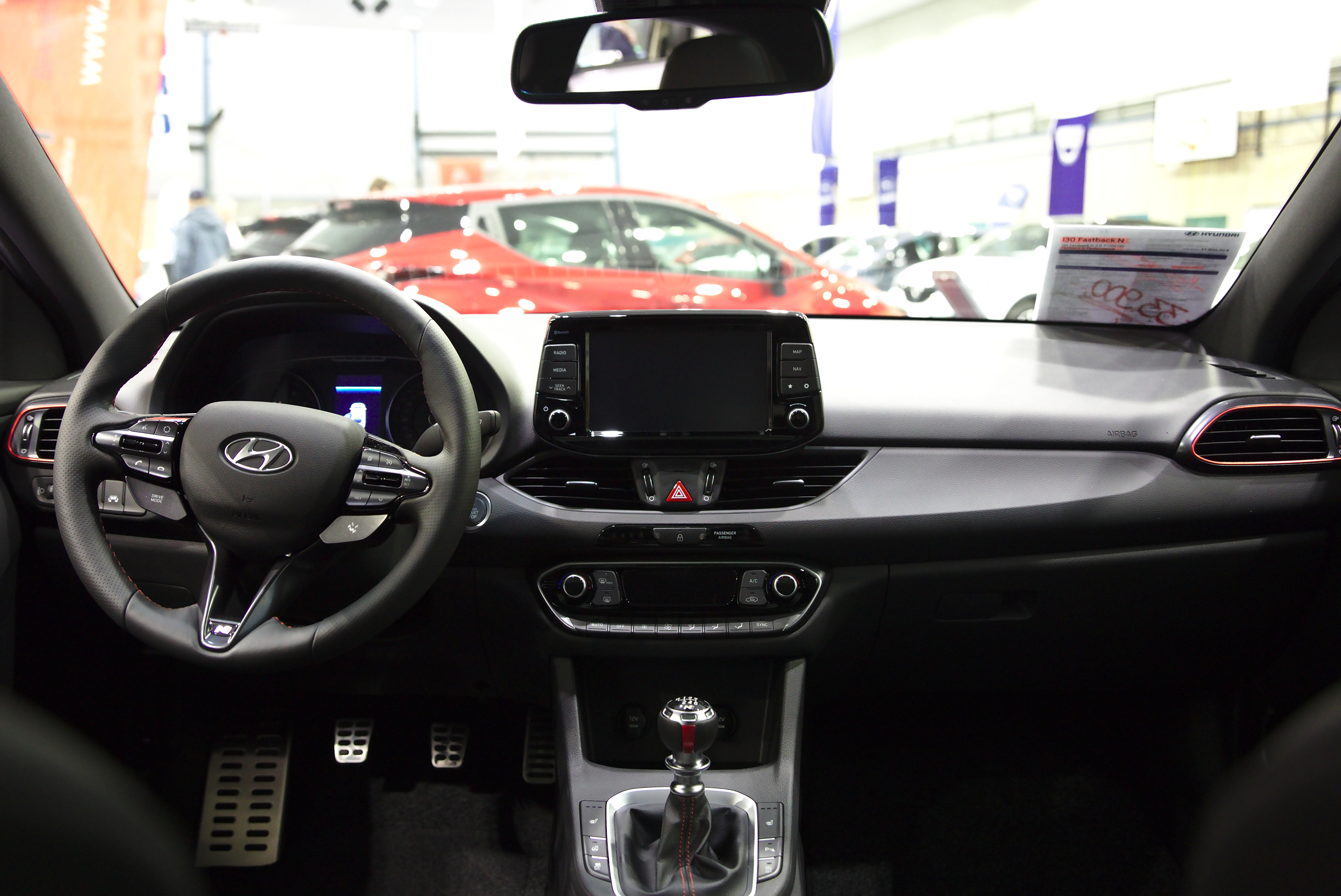
i30 N, Instrumententafel

## Ausstattungsvarianten
Den i30 gibt es in Deutschland in folgenden Varianten:
- Pure (Basisausstattung: Fernlichtassistent, RDS-Radio, Klimaanlage, City-Notbremsfunktion)
- Select (zusätzlich zu Pure: LED-Tagfahrlicht, Außenspiegel mit integriertem Blinker, AUX- & USB-Anschlüsse, Bluetooth-Freisprecheinrichtung)
- Trend (zusätzlich zu Select: 16"-Aluminiumräder, Sitzheizung vorne, Einparkhilfe hinten, Lederlenkrad beheizbar)
- N-Line (zusätzlich zu Trend: 18"-Alufelgen, Sportsitze vorne, N-Line Front- und Heckschürze, getönte Scheiben ab B-Säule)
- Style (zusätzlich zu Trend: 17"-Alufelgen, Rückfahrkamera, Klimaautomatik, DAB+ Radio)
- Premium (zusätzlich zu Style: Teilledersitze, LED-Scheinwerfer, Abstandstempomat, Smart-Key-System)

Zusätzlich gibt es folgende Sondermodelle:
- Passion (zusätzlich zu Select: 16"-Aluminiumräder, Einparkhilfe hinten, DAB+ Radio, Sitzheizung vorne)
- Passion Plus (zusätzlich zu Passion: 17"-Aluminiumräder, LED-Scheinwerfer, Navigationssystem, Klimaautomatik)

- Trend (Basisausstattung: 17"-Aluminiumräder, Sitzheizung vorne, Einparkhilfe hinten, Lederlenkrad beheizbar)
- N-Line (zusätzlich zu Trend: 18"-Aluminiumräder, Sportsitze vorne, N-Line Front- und Heckschürze, getönte Scheiben ab B-Säule)
- Style (zusätzlich zu Trend: Klimaautomatik, LED-Rückleuchten, Rückfahrkamera, DAB+ Radio)
- Premium (zusätzlich zu Style: 18"-Aluminiumräder, Smart-Key-System, LED-Scheinwerfer, Abstandstempomat)

- N (Basisausstattung: 18"-Aluminiumräder, LED-Scheinwerfer, Sportfahrwerk, Zwischengas-Funktion), nur 2017–2019
- N Performance (zusätzlich zu N: 19"-Aluminiumräder, Elektronische Differenzialsperre, Klappenauspuff)

## Technik
Durch den Einsatz hochfester Stähle konnte das Rohbau-Gewicht des Hyundai i30 um 28 Kilogramm reduziert werden. Die Verwindungssteifigkeit ist um 22 Prozent höher und auch die Crash-Sicherheit besser als beim Vorgänger.

### Fahrwerk
Alle Modelle haben hinten eine Mehrlenkerachse.

### Ottomotoren

#### 1,0 bis 1,5 l Hubraum
|                                               |                                  | 1.0 T-GDI                                                      | 1.0 T-GDI                                                      | 1.0 T-GDI                                                      | 1.0 T-GDI                                                      | 1.4 MPI                  | 1.4 MPI                  | 1.4 T-GDI                                                      | 1.4 T-GDI                                                      | 1.5 DPI                  | 1.5 T-GDI                                                      | 1.5 T-GDI                                                      |
| --------------------------------------------- | -------------------------------- | -------------------------------------------------------------- | -------------------------------------------------------------- | -------------------------------------------------------------- | -------------------------------------------------------------- | ------------------------ | ------------------------ | -------------------------------------------------------------- | -------------------------------------------------------------- | ------------------------ | -------------------------------------------------------------- | -------------------------------------------------------------- |
| Bauzeitraum                                   | Bauzeitraum                      | seit 06/2024                                                   | 01/2017–08/2018                                                | 09/2018–05/2020                                                | 05/2020–06/2024                                                | 01/2017–08/2018          | 09/2018–05/2020          | 01/2017–08/2018                                                | 09/2018–05/2020                                                | 05/2020–05/2022          | seit 06/2024                                                   | 05/2020–06/2024                                                |
| Motortyp                                      | Motortyp                         | R3-Ottomotor                                                   | R3-Ottomotor                                                   | R3-Ottomotor                                                   | R3-Ottomotor                                                   | R4-Ottomotor             | R4-Ottomotor             | R4-Ottomotor                                                   | R4-Ottomotor                                                   | R4-Ottomotor             | R4-Ottomotor                                                   | R4-Ottomotor                                                   |
| Motorbauart                                   | Motorbauart                      | Dreizylinder-Reihenmotor mit Direkteinspritzung und Turbolader | Dreizylinder-Reihenmotor mit Direkteinspritzung und Turbolader | Dreizylinder-Reihenmotor mit Direkteinspritzung und Turbolader | Dreizylinder-Reihenmotor mit Direkteinspritzung und Turbolader | Vierzylinder-Reihenmotor | Vierzylinder-Reihenmotor | Vierzylinder-Reihenmotor mit Direkteinspritzung und Turbolader | Vierzylinder-Reihenmotor mit Direkteinspritzung und Turbolader | Vierzylinder-Reihenmotor | Vierzylinder-Reihenmotor mit Direkteinspritzung und Turbolader | Vierzylinder-Reihenmotor mit Direkteinspritzung und Turbolader |
| Hubraum                                       | Hubraum                          | 998 cm³                                                        | 998 cm³                                                        | 998 cm³                                                        | 998 cm³                                                        | 1368 cm³                 | 1368 cm³                 | 1353 cm³                                                       | 1353 cm³                                                       | 1498 cm³                 | 1482 cm³                                                       | 1482 cm³                                                       |
| max. Leistung bei 1/min                       | max. Leistung bei 1/min          | 74 kW (100 PS)/ 6000                                           | 88 kW (120 PS)/ 6000                                           | 88 kW (120 PS)/ 6000                                           | 88 kW (120 PS)/ 6000                                           | 73 kW (99 PS)/ 6000      | 73 kW (99 PS)/ 6000      | 103 kW (140 PS)/ 6000                                          | 103 kW (140 PS)/ 6000                                          | 81 kW (110 PS)/ 6000     | 103 kW (140 PS)/ 5500                                          | 118 kW (160 PS)/ 5500                                          |
| max. Drehmoment bei 1/min                     | max. Drehmoment bei 1/min        | 172 Nm/ 1500–3500                                              | 171 Nm/ 1500–4000                                              | 171 Nm/ 1500–4000                                              | 172 Nm/ 1500–4000                                              | 134 Nm/ 4000             | 134 Nm/ 4000             | 242 Nm/ 1500                                                   | 242 Nm/ 1500                                                   | 144 Nm/ 3500             | 253 Nm/ 1500–3000                                              | 253 Nm/ 1500–3500                                              |
| Antriebsart                                   | Antriebsart                      | Vorderradantrieb                                               | Vorderradantrieb                                               | Vorderradantrieb                                               | Vorderradantrieb                                               | Vorderradantrieb         | Vorderradantrieb         | Vorderradantrieb                                               | Vorderradantrieb                                               | Vorderradantrieb         | Vorderradantrieb                                               | Vorderradantrieb                                               |
| Getriebe, serienmäßig                         | Getriebe, serienmäßig            | 6-Gang-Schaltgetriebe A1                                       | 6-Gang-Schaltgetriebe A1                                       | 6-Gang-Schaltgetriebe A1                                       | 6-Gang-Schaltgetriebe A1                                       | 6-Gang-Schaltgetriebe A1 | 6-Gang-Schaltgetriebe A1 | 6-Gang-Schaltgetriebe A1                                       | 6-Gang-Schaltgetriebe A1                                       | 6-Gang-Schaltgetriebe A1 | 6-Gang-Schaltgetriebe A1                                       | 6-Gang-Schaltgetriebe A1                                       |
| Getriebe, optional                            | Getriebe, optional               | [7-Gang-DCT]                                                   | —                                                              | —                                                              | [7-Gang-DCT]                                                   | —                        | —                        | [7-Gang-DCT]                                                   | [7-Gang-DCT]                                                   | —                        | [7-Gang-DCT]                                                   | [7-Gang-DCT]                                                   |
| Höchst- geschwindigkeit                       | Schräg- heck                     | 178 km/h [178 km/h]                                            | 190 km/h                                                       | 190 km/h                                                       | 196 km/h [196 km/h]                                            | 183 km/h                 | 183 km/h                 | 210 km/h [205 km/h]                                            | 210 km/h [205 km/h]                                            | 187 km/h                 | 197 km/h [197 km/h]                                            | 210 km/h [210 km/h]                                            |
| Höchst- geschwindigkeit                       | Kombi                            | 178 km/h [178 km/h]                                            | 188 km/h                                                       | 188 km/h                                                       | 196 km/h [196 km/h]                                            | 181 km/h                 | 181 km/h                 | 208 km/h [203 km/h]                                            | 208 km/h [203 km/h]                                            | 187 km/h                 | 197 km/h [197 km/h]                                            | 210 km/h [210 km/h]                                            |
| Höchst- geschwindigkeit                       | Fast- back                       | —                                                              | 188 km/h                                                       | 188 km/h                                                       | —                                                              | —                        | —                        | 208 km/h [203 km/h]                                            | 208 km/h [203 km/h]                                            | —                        | —                                                              | 210 km/h [210 km/h]                                            |
| Beschleunigung, 0–100 km/h                    | Schräg- heck                     | 13,1 s [13,1 s]                                                | 11,1 s                                                         | 11,1 s                                                         | 11,2 s [11,2 s]                                                | 12,7 s                   | 12,6 s                   | 8,9 s [9,2 s]                                                  | 8,9 s [9,2 s]                                                  | 12,3 s                   | 9,6 s [9,7 s]                                                  | 8,4 s [8,6 s]                                                  |
| Beschleunigung, 0–100 km/h                    | Kombi                            | 13,3 s [13,3 s]                                                | 11,4 s                                                         | 11,3 s                                                         | 11,4 s [11,4 s]                                                | 12,9 s                   | 12,9 s                   | 9,2 s [9,5 s]                                                  | 9,1 s [9,4 s]                                                  | 12,6 s                   | 9,8 s [9,9 s]                                                  | 8,6 s [8,8 s]                                                  |
| Beschleunigung, 0–100 km/h                    | Fast- back                       | —                                                              | 11,5 s                                                         | 11,3 s                                                         | —                                                              | —                        | —                        | 9,2 s [9,5 s]                                                  | 9,1 s [9,4 s]                                                  | —                        | —                                                              | 8,6 s [8,8 s]                                                  |
| Kraftstoff- verbrauch auf 100 km (kombiniert) | Schräg- heck                     | 5,6–6,3 Super [5,9–6,5 l Super]                                | 4,9–5,0 l Super                                                | 5,5 l Super                                                    | 5,5 Super [5,8 l Super]                                        | 5,4–5,6 l Super          | 6,2 l Super              | 5,4 Super [5,5 l Super]                                        | 5,9 Super [5,7 l Super]                                        | 6,1 l Super              | 5,9–6,7 Super [5,7–6,4 l Super]                                | 5,7 Super [5,8 l Super]                                        |
| Kraftstoff- verbrauch auf 100 km (kombiniert) | Kombi                            | 5,6–6,3 Super [5,9–6,5 l Super]                                | 4,9–5,2 l Super                                                | 5,5 l Super                                                    | 5,5 Super [5,8 l Super]                                        | 5,6–5,8 l Super          | 6,2 l Super              | 5,3–5,5 l Super [5,2–5,5 l Super]                              | 5,9 l Super [5,7 l Super]                                      | 6,1 l Super              | 5,9–6,7 Super [5,7–6,4 l Super]                                | 5,7 Super [5,8 l Super]                                        |
| Kraftstoff- verbrauch auf 100 km (kombiniert) | Fast- back                       | —                                                              | 5,2 l Super                                                    | 5,5 l Super                                                    | —                                                              | —                        | —                        | 5,5–5,7 l Super [5,4–5,6 l Super]                              | 5,9 l Super [5,7 l Super]                                      | —                        | —                                                              | 5,7 Super [5,8 l Super]                                        |
| CO2-Emission (kombiniert)                     | Schräg- heck                     | 126–143 g/km [133–148 g/km]                                    | 115–120 g/km                                                   | 126 g/km                                                       | 125 g/km [130 g/km]                                            | 126–130 g/km             | 143 g/km                 | 124–129 g/km [120–125 g/km]                                    | 134 g/km [130 g/km]                                            | 137 g/km                 | 133–152 g/km [129–145 g/km]                                    | 128 g/km [130 g/km]                                            |
| CO2-Emission (kombiniert)                     | Kombi                            | 126–143 g/km [133–148 g/km]                                    | 115–120 g/km                                                   | 126 g/km                                                       | 125 g/km [130 g/km]                                            | 131–136 g/km             | 143 g/km                 | 124–129 g/km [120–125 g/km]                                    | 134 g/km [130 g/km]                                            | 137 g/km                 | 133–152 g/km [129–145 g/km]                                    | 128 g/km [130 g/km]                                            |
| CO2-Emission (kombiniert)                     | Fastback                         | —                                                              | 120 g/km                                                       | 126 g/km                                                       | —                                                              | —                        | —                        | 129–134 g/km [125–129 g/km]                                    | 134 g/km [130 g/km]                                            | —                        | —                                                              | 128 g/km [130 g/km]                                            |
| Abgasnorm nach EU-Klassifikation              | Abgasnorm nach EU-Klassifikation | Euro 6e                                                        | Euro 6                                                         | Euro 6d-TEMP                                                   | Euro 6d                                                        | Euro 6                   | Euro 6d-TEMP             | Euro 6                                                         | Euro 6d-TEMP                                                   | Euro 6d                  | Euro 6e                                                        | Euro 6d                                                        |

#### 2,0 l Hubraum
|                                                          | N                                                              | N                                                              | N                                                              | N Performance                                                  | N Performance                                                  | N Project C                                                    | N Performance                                                  |
| -------------------------------------------------------- | -------------------------------------------------------------- | -------------------------------------------------------------- | -------------------------------------------------------------- | -------------------------------------------------------------- | -------------------------------------------------------------- | -------------------------------------------------------------- | -------------------------------------------------------------- |
| Bauzeitraum:                                             | 11/2017–08/2018                                                | 09/2018–04/2019                                                | seit 05/2021 B1                                                | 11/2017–08/2018                                                | 09/2018–09/2020                                                | 09/2019–07/2020                                                | seit 05/2021 B1                                                |
| Motortyp:                                                | R4-Ottomotor                                                   | R4-Ottomotor                                                   | R4-Ottomotor                                                   | R4-Ottomotor                                                   | R4-Ottomotor                                                   | R4-Ottomotor                                                   | R4-Ottomotor                                                   |
| Motorbauart:                                             | Vierzylinder-Reihenmotor mit Direkteinspritzung und Turbolader | Vierzylinder-Reihenmotor mit Direkteinspritzung und Turbolader | Vierzylinder-Reihenmotor mit Direkteinspritzung und Turbolader | Vierzylinder-Reihenmotor mit Direkteinspritzung und Turbolader | Vierzylinder-Reihenmotor mit Direkteinspritzung und Turbolader | Vierzylinder-Reihenmotor mit Direkteinspritzung und Turbolader | Vierzylinder-Reihenmotor mit Direkteinspritzung und Turbolader |
| Hubraum:                                                 | 1998 cm³                                                       | 1998 cm³                                                       | 1998 cm³                                                       | 1998 cm³                                                       | 1998 cm³                                                       | 1998 cm³                                                       | 1998 cm³                                                       |
| max. Leistung bei 1/min:                                 | 184 kW (250 PS)/ 6000                                          | 184 kW (250 PS)/ 6000                                          | 184 kW (250 PS)/ 5500–6000                                     | 202 kW (275 PS)/ 6000                                          | 202 kW (275 PS)/ 6000                                          | 202 kW (275 PS)/ 6000                                          | 206 kW (280 PS)/ 5500–6000                                     |
| max. Drehmoment bei 1/min:                               | 353 Nm/ 1450–4500 B2                                           | 353 Nm/ 1450–4500 B2                                           | 353 Nm/ 2100–4700                                              | 353 Nm/ 1450–4700 B3                                           | 353 Nm/ 1450–4700 B3                                           | 353 Nm/ 1450–4700 B3                                           | 392 Nm/ 2100–4700                                              |
| Antriebsart:                                             | Vorderradantrieb                                               | Vorderradantrieb                                               | Vorderradantrieb                                               | Vorderradantrieb                                               | Vorderradantrieb                                               | Vorderradantrieb                                               | Vorderradantrieb                                               |
| Getriebe, serienmäßig:                                   | 6-Gang-Schaltgetriebe                                          | 6-Gang-Schaltgetriebe                                          | 6-Gang-Schaltgetriebe                                          | 6-Gang-Schaltgetriebe                                          | 6-Gang-Schaltgetriebe                                          | 6-Gang-Schaltgetriebe                                          | 6-Gang-Schaltgetriebe                                          |
| Getriebe, optional:                                      | —                                                              | —                                                              | —                                                              | —                                                              | —                                                              | —                                                              | [8-Gang-DCT]                                                   |
| Höchstgeschwindigkeit, Schrägheck:                       | 250 km/h                                                       | 250 km/h                                                       | 250 km/h                                                       | 250 km/h                                                       | 250 km/h                                                       | 250 km/h                                                       | 250 km/h [250 km/h]                                            |
| Höchstgeschwindigkeit, Kombi:                            | —                                                              | —                                                              | —                                                              | —                                                              | —                                                              | —                                                              | —                                                              |
| Höchstgeschwindigkeit, Fastback:                         | —                                                              | 250 km/h                                                       | —                                                              | —                                                              | 250 km/h                                                       | —                                                              | 250 km/h [250 km/h]                                            |
| Beschleunigung, 0–100 km/h, Schrägheck:                  | 6,4 s                                                          | 6,4 s                                                          | 6,4 s                                                          | 6,1 s                                                          | 6,1 s                                                          | 6,0 s                                                          | 5,9 s [5,4 s]                                                  |
| Beschleunigung, 0–100 km/h, Kombi:                       | —                                                              | —                                                              | —                                                              | —                                                              | —                                                              | —                                                              | —                                                              |
| Beschleunigung, 0–100 km/h, Fastback:                    | —                                                              | 6,4 s                                                          | —                                                              | —                                                              | 6,1 s                                                          | —                                                              | 5,9 s [5,4 s]                                                  |
| Kraftstoffverbrauch auf 100 km (kombiniert), Schrägheck: | 7,0 l Super                                                    | 7,7 l Super                                                    | 7,7 l Super                                                    | 7,1 l Super                                                    | 7,8 l Super                                                    | 7,7 l Super                                                    | 8,0 Super [8,4 l Super]                                        |
| Kraftstoffverbrauch auf 100 km (kombiniert), Kombi:      | —                                                              | —                                                              | —                                                              | —                                                              | —                                                              | —                                                              | —                                                              |
| Kraftstoffverbrauch auf 100 km (kombiniert), Fastback:   | —                                                              | 7,7 l Super                                                    | —                                                              | —                                                              | 7,8 l Super                                                    | —                                                              | 8,0 Super [8,4 l Super]                                        |
| CO2-Emission, kombiniert Schrägheck:                     | 159 g/km                                                       | 176 g/km                                                       | 175 g/km                                                       | 163 g/km                                                       | 178 g/km                                                       | 176 g/km                                                       | 182 g/km [191 g/km]                                            |
| CO2-Emission, kombiniert Kombi:                          | —                                                              | —                                                              | —                                                              | —                                                              | —                                                              | —                                                              | —                                                              |
| CO2-Emission, kombiniert Fastback:                       | —                                                              | 176 g/km                                                       | —                                                              | —                                                              | 178 g/km                                                       | —                                                              | 182 g/km [191 g/km]                                            |
| Abgasnorm nach EU-Klassifikation:                        | Euro 6                                                         | Euro 6d-TEMP                                                   | Euro 6d                                                        | Euro 6                                                         | Euro 6d-TEMP                                                   | Euro 6d-TEMP                                                   | Euro 6d                                                        |

### Dieselmotoren
|                                                          | 1.6 CRDi                                                                   | 1.6 CRDi                                                                   | 1.6 CRDi                                                                   | 1.6 CRDi                                                                   | 1.6 CRDi                                                                   | 1.6 CRDi                                                                   | 1.6 CRDi                                                                   | 1.6 CRDi                                                                   |
| -------------------------------------------------------- | -------------------------------------------------------------------------- | -------------------------------------------------------------------------- | -------------------------------------------------------------------------- | -------------------------------------------------------------------------- | -------------------------------------------------------------------------- | -------------------------------------------------------------------------- | -------------------------------------------------------------------------- | -------------------------------------------------------------------------- |
| Bauzeitraum:                                             | 01/2017–08/2018                                                            | 09/2018–12/2019                                                            | 01/2017–08/2018                                                            | 09/2018–09/2020                                                            | 09/2020–01/2022                                                            | 01/2017–08/2018                                                            | 09/2018–09/2020                                                            | 09/2020–01/2022                                                            |
| Motortyp:                                                | R4-Dieselmotor                                                             | R4-Dieselmotor                                                             | R4-Dieselmotor                                                             | R4-Dieselmotor                                                             | R4-Dieselmotor                                                             | R4-Dieselmotor                                                             | R4-Dieselmotor                                                             | R4-Dieselmotor                                                             |
| Motorbauart:                                             | Vierzylinder-Dieselmotor mit Common-Rail-Direkteinspritzung und Turbolader | Vierzylinder-Dieselmotor mit Common-Rail-Direkteinspritzung und Turbolader | Vierzylinder-Dieselmotor mit Common-Rail-Direkteinspritzung und Turbolader | Vierzylinder-Dieselmotor mit Common-Rail-Direkteinspritzung und Turbolader | Vierzylinder-Dieselmotor mit Common-Rail-Direkteinspritzung und Turbolader | Vierzylinder-Dieselmotor mit Common-Rail-Direkteinspritzung und Turbolader | Vierzylinder-Dieselmotor mit Common-Rail-Direkteinspritzung und Turbolader | Vierzylinder-Dieselmotor mit Common-Rail-Direkteinspritzung und Turbolader |
| Hubraum:                                                 | 1582 cm³                                                                   | 1582 cm³                                                                   | 1582 cm³                                                                   | 1582 cm³                                                                   | 1582 cm³                                                                   | 1582 cm³                                                                   | 1582 cm³                                                                   | 1582 cm³                                                                   |
| max. Leistung bei 1/min:                                 | 70 kW (95 PS)/ 4000                                                        | 70 kW (95 PS)/ 4000                                                        | 81 kW (110 PS)/ 4000                                                       | 85 kW (115 PS)/ 4000                                                       | 85 kW (115 PS)/ 4000                                                       | 100 kW (136 PS)/ 4000                                                      | 100 kW (136 PS)/ 4000                                                      | 100 kW (136 PS)/ 4000                                                      |
| max. Drehmoment bei 1/min:                               | 280 Nm/ 1500–2000                                                          | 280 Nm/ 1500–2250                                                          | 280 Nm/ 1500–2500                                                          | 280 Nm/ 1500–2750                                                          | 280 Nm/ 1500–2750 [300 Nm/ 1500–2500]                                      | 280 Nm/ 1500–3000 [300 Nm/ 1750–2500]                                      | 280 Nm/ 1500–3000 [320 Nm/ 2000–2250]                                      | 280 Nm/ 1500–3000 [320 Nm/ 2000–2250]                                      |
| Antriebsart:                                             | Vorderradantrieb                                                           | Vorderradantrieb                                                           | Vorderradantrieb                                                           | Vorderradantrieb                                                           | Vorderradantrieb                                                           | Vorderradantrieb                                                           | Vorderradantrieb                                                           | Vorderradantrieb                                                           |
| Getriebe, serienmäßig:                                   | 6-Gang-Schaltgetriebe                                                      | 6-Gang-Schaltgetriebe                                                      | 6-Gang-Schaltgetriebe                                                      | 6-Gang-Schaltgetriebe                                                      | 6-Gang-Schaltgetriebe                                                      | 6-Gang-Schaltgetriebe                                                      | 6-Gang-Schaltgetriebe C1                                                   | 6-Gang-Schaltgetriebe C1                                                   |
| Getriebe, optional:                                      | —                                                                          | —                                                                          | [7-Gang-DCT]                                                               | [7-Gang-DCT]                                                               | [7-Gang-DCT]                                                               | [7-Gang-DCT]                                                               | [7-Gang-DCT]                                                               | [7-Gang-DCT]                                                               |
| Höchstgeschwindigkeit, Schrägheck:                       | 186 km/h                                                                   | 178 km/h                                                                   | 190 km/h                                                                   | 192 km/h                                                                   | 192 km/h                                                                   | 200 km/h                                                                   | 200 km/h                                                                   | 200 km/h                                                                   |
| Höchstgeschwindigkeit, Kombi:                            | —                                                                          | —                                                                          | 188 km/h                                                                   | 192 km/h                                                                   | 192 km/h                                                                   | 198 km/h                                                                   | 200 km/h                                                                   | 200 km/h                                                                   |
| Höchstgeschwindigkeit, Fastback:                         | —                                                                          | —                                                                          | —                                                                          | —                                                                          | —                                                                          | —                                                                          | 200 km/h                                                                   | 200 km/h                                                                   |
| Beschleunigung, 0–100 km/h, Schrägheck:                  | 12,2 s                                                                     | 11,6 s                                                                     | 11,0 s [11,2 s]                                                            | 11,0 s [10,9 s]                                                            | 10,9 s [10,9 s]                                                            | 10,2 s [10,6 s]                                                            | 10,2 s [9,9 s]                                                             | 10,2 s [9,9 s]                                                             |
| Beschleunigung, 0–100 km/h, Kombi:                       | —                                                                          | —                                                                          | 11,3 s [11,5 s]                                                            | 11,1 s [11,1 s]                                                            | 11,1 s [11,1 s]                                                            | 10,5 s [10,9 s]                                                            | 10,4 s [10,1 s]                                                            | 10,4 s [10,1 s]                                                            |
| Beschleunigung, 0–100 km/h, Fastback:                    | —                                                                          | —                                                                          | —                                                                          | —                                                                          | —                                                                          | —                                                                          | 10,4 s [10,1 s]                                                            | 10,4 s [10,1 s]                                                            |
| Kraftstoffverbrauch auf 100 km (kombiniert), Schrägheck: | 3,6–3,8 l Diesel                                                           | 3,9 l Diesel                                                               | 3,7–3,8 l Diesel [4,0–4,1 l Diesel]                                        | 4,3 l Diesel [4,1 l Diesel]                                                | 4,3 l Diesel [4,1 l Diesel]                                                | 3,9 l Diesel [4,1 l Diesel]                                                | 4,4 l Diesel [4,3 l Diesel]                                                | 4,1 l Diesel [4,2 l Diesel]                                                |
| Kraftstoffverbrauch auf 100 km (kombiniert), Kombi:      | —                                                                          | —                                                                          | 3,7–3,8 l Diesel [4,2–4,3 l Diesel]                                        | 4,3 l Diesel [4,1 l Diesel]                                                | 4,3 l Diesel [4,1 l Diesel]                                                | 3,8–3,9 l Diesel [4,2–4,3 l Diesel]                                        | 4,4 l Diesel [4,3 l Diesel]                                                | 4,1 l Diesel [4,2 l Diesel]                                                |
| Kraftstoffverbrauch auf 100 km (kombiniert), Fastback:   | —                                                                          | —                                                                          | —                                                                          | —                                                                          | —                                                                          | —                                                                          | 4,4 l Diesel [4,3 l Diesel]                                                | 4,1 l Diesel [4,2 l Diesel]                                                |
| CO2-Emission, kombiniert Schrägheck:                     | 95–98 g/km                                                                 | 104 g/km                                                                   | 96–99 g/km [105–109 g/km]                                                  | 112 g/km [107 g/km]                                                        | 112 g/km [107 g/km]                                                        | 102 g/km [109 g/km]                                                        | 116 g/km [113 g/km]                                                        | 103 g/km [104 g/km]                                                        |
| CO2-Emission, kombiniert Kombi:                          | —                                                                          | —                                                                          | 96–99 g/km [108–112 g/km]                                                  | 112 g/km [107 g/km]                                                        | 112 g/km [107 g/km]                                                        | 99–102 g/km [108–112 g/km]                                                 | 116 g/km [113 g/km]                                                        | 103 g/km [104 g/km]                                                        |
| CO2-Emission, kombiniert Fastback:                       | —                                                                          | —                                                                          | —                                                                          | —                                                                          | —                                                                          | —                                                                          | 116 g/km [113 g/km]                                                        | 103 g/km [104 g/km]                                                        |
| Abgasnorm nach EU-Klassifikation:                        | Euro 6                                                                     | Euro 6d-TEMP                                                               | Euro 6                                                                     | Euro 6d-TEMP                                                               | Euro 6d                                                                    | Euro 6                                                                     | Euro 6d-TEMP                                                               | Euro 6d                                                                    |